# Euphorbia aphylla
Euphorbia aphylla Brouss. ex Willd., conocida en castellano como tolda, tabaiba salvaje o alcanutilla, es una especie de arbusto perenne suculento perteneciente a la familia Euphorbiaceae. Es originaria de la Macaronesia.

## Descripción

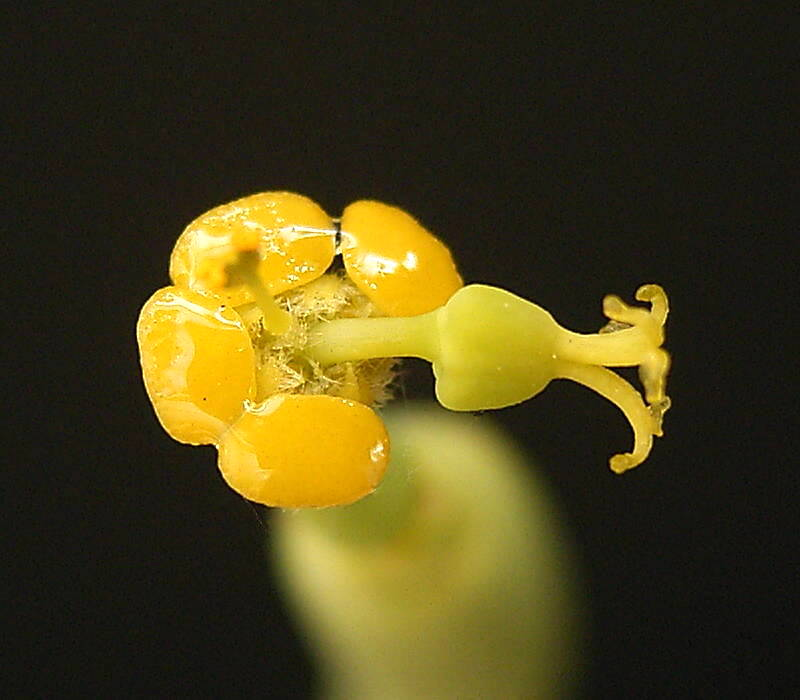
Detalle del ciato.

Se trata de un arbusto suculento de porte globoso, alcanzando hasta 80 cm de alto. Los tallos son delgados y cilíndricos, de color verde grisáceo y desprovistos de hojas. Las flores sésiles y de color amarillo anaranjado, se agrupan en pequeños racimos en las puntas de los tallos. Frutos muy pequeños, marrón claro o rojizos. Semillas pequeñas, de color marrón; carúncula sésil, parecida a un plato.
La floración se produce en primavera y verano.

## Ecología
Es una especie endémica de las islas de La Gomera, Tenerife y Gran Canaria, en el archipiélago de Canarias ―España―.
Se desarrolla en riscos y terrenos pedregosos influenciados por la brisa marina, generalmente entre el nivel del mar y los 200 metros de altitud, teniendo un carácter halófilo.
Es bastante común en el norte y noroeste de Gran Canaria, donde predomina en la asociación vegetal denominada tabaibal de tolda grancanario ―Astydamio latifoliae-Euphorbietum aphyllae―. Suele estar acompañada de especies propias de la vegetación eminentemente costera como Astydamia latifolia, Frankenia capitata o Limonium pectinatum, así como por otras típicas del cardonal como Ceropegia fusca, Euphorbia balsamifera, Kleinia neriifolia o Rubia fruticosa.
En Tenerife se halla restringida a determinados enclaves de Los Silos y en el macizo de Teno entre los 50 y 350 m, formando también una asociación vegetal propia llamada en este caso tabaibal de tolda tinerfeño ―Ceropegio dichotomae-Euphorbietum aphyllae―. Como especies acompañantes destacan Argyranthemum coronopifolium, Ceropegia  dichotoma y Cheirolophus canariensis.
En La Gomera se extiende por el norte y este de la isla en ambientes influenciados por los vientos dominantes del nordeste, formando la asociación vegetal llamada tabaibal de tolda gomero ―Euphorbietum aphyllae―. Suele encontrarse acompañada de otras especies como Aeonium lindleyi, Euphorbia balsamifera, Kleinia neriifolia, Cneorum pulverulentum, Plocama pendula y Rubia fruticosa. También está presente en determinados lugares del sur de la isla, en el dominio del cardonal.
E. aphylla hibrida de manera natural con Euphorbia atropurpurea y con Euphorbia lamarckii en Tenerife, dando como resultados los nototaxones Euphorbia x petterssonii Svent. y Euphorbia x jubaephylla Svent. respectivamente. En Gran Canaria hibrida con Euphorbia regis-jubae, resultando Euphorbia x marreroi Molero & Rovira.

## Taxonomía
El taxón fue nominado por el naturalista francés Pierre Marie Auguste Broussonet, siendo descrito y publicado por el botánico alemán Carl Ludwig Willdenow en Enumeratio Plantarum Horti Botanici Berolinensis en el año 1809.
Etimología
- Euphorbia: nombre genérico dedicado a Euphorbus, médico de origen griego del rey mauritano Juba II.
- aphylla: epíteto griego compuesto de a, 'sin', y phylla, 'hoja', refiriéndose a la ausencia de hojas en la planta.

Sinonimia
Presenta los siguientes sinónimos:
- Tirucallia aphylla (Brouss. ex Willd.) P.V.Heath
- Tithymalus aphyllus (Brouss. ex Willd.) Klotzsch & Garcke

## Importancia económica y cultural
Fue utilizada tradicionalmente en las islas como planta medicinal, aprovechando su látex que, aunque tóxico, era usado en aplicaciones externas como remedio para las afecciones de la piel.
Es aprovechada ocasionalmente como planta ornamental, requiriendo pocos cuidados. Para su cultivo necesita una exposición directa al sol, poco riego, y suelo arenoso con buen drenaje. Soporta heladas hasta -3 °C.

## Estado de conservación
La especie no ha sido evaluada por la Unión Internacional para la Conservación de la Naturaleza, aunque sí se encuentra protegida a nivel de la comunidad autónoma de Canarias por la Orden de 20 de febrero de 1991 sobre protección de especies de la flora vascular silvestre en su Anexo II.
También está incluida en el apéndice II del Convención sobre el Comercio Internacional de Especies Amenazadas de Fauna y Flora Silvestres.

## Nombres comunes
Se conoce popularmente como tolda o tabaiba salvaje, habiéndose anotado también las denominaciones de tabaibilla y tabaiba parida. Asimismo, el ilustrado tinerfeño José de Viera y Clavijo recogió también en su Diccionario de historia natural de las islas Canarias el nombre vernáculo de tabaiba morisca para referirse a esta especie.
Tolda es la forma con la que se la denominaba originalmente en Tenerife, estando considerada por algunos autores como de procedencia aborigen, mientras que en Gran Canaria se utilizaba tabaiba salvaje para designarla, isla de la que también parece ser el vernáculo de tabaiba parida. En la isla de La Gomera se la denomina tradicionalmente como tabaiba o alcanutilla.